# Herman Wagemans
Herman Paul Amandus Jules Wagemans (Sint-Lambrechts-Woluwe, 25 maart 1918 - Antwerpen, 4 april 2006) was een advocaat en Belgisch politicus voor de Volksunie.

## Levensloop
Na de middelbare school aan het Sint-Henricuscollege in Antwerpen en aan het Klein Seminarie in Hoogstraten, studeerde hij rechten aan de Katholieke Universiteit Leuven. Hij was er van 1939 tot 1940 preses van het Katholiek Vlaams Hoogstudentenverbond en van 1940 tot 1941 hoofdredacteur van het KVHV-tijdschrift Ons Leven, het oudste studententijdschrift van de Nederlanden, gesticht in 1888. 
Hij onthield zich van elke politieke activiteit tijdens de Tweede Wereldoorlog. In 1941 vestigde hij zich als advocaat in Antwerpen. Hij was een van de advocaten die vanaf 1944 repressieslachtoffers verdedigde. In november 1945 werd hij zelf tot zeven jaar veroordeeld op de aanklacht van verklikking, beschuldiging waarvan hij in 1946 werd vrijgesproken. Samen met Willem de Meyer, met wie hij in de cel had gezeten, stichtte hij in 1946 het Zangverbond op (later Algemeen Nederlands Zangverbond, ANZ), en organiseerden zij succesvolle avonden met Vlaams-nationale liederen waar hij zelf als spreker optrad. Van 1948 tot 1949 en van 1951 tot 1952 was hij voorzitter van het ANZ. Ook zette hij zich in voor amnestie voor repressieveroordelingen.
In 1952 trok hij de lijst van de Vlaamse Concentratie voor de gemeenteraadsverkiezingen in de stad Antwerpen, en werd als enige van die lijst verkozen. In 1954 werd hij op de kartellijst Christelijke Vlaamse Volksunie voor het kiesarrondissement Antwerpen verkozen in de Kamer van volksvertegenwoordigers, als eerste Vlaams-nationale volksvertegenwoordiger na de oorlog. Wagemans was op deze lijst terechtgekomen als vertegenwoordiger van de Vlaamse Concentratie.
Later dat jaar, op 15 december 1954, richtte hij met Frans Baert, Wim Jorissen, René Proost, Ludo Sels, Rudi van der Paal en Frans Van der Elst de Volksunie op. Die Vlaams-nationalistische partij had dan één vertegenwoordiger in de Kamer: hijzelf. Hij kwam binnen de partij ter discussie te staan wegens zijn passiviteit in de Kamer. Dit ongenoegen groeide, vooral bij de Antwerpse afdeling van de Volksunie, en resulteerde in een openlijke aanval op hem bij de onderhandelingen voor de Kamerlijsten van 1958. Er werd een compromis uitgewerkt waarbij Frans Van der Elst de Kamerlijst in Antwerpen zou trekken en Wagemans de eerste plaats op de Senaatslijst kreeg toegewezen. Op 10 mei 1958, de uiterste datum van het indienen van de lijsten, haakte Wagemans echter af, vermoedelijk omdat hij besefte geen kans te maken voor een senaatszetel. Na de verkiezingen werd binnen de Volksunie een commissie opgericht om de gedragingen van Wagemans te onderzoeken en werd hem aangeraden ontslag te nemen uit de Volksunie, wat hij uiteindelijk ook deed.
Wagemans kwam eind 1958 met een eigen lijst op, de lijst Wagemans, bij de gemeenteraadsverkiezingen in de stad Antwerpen, maar hij werd niet verkozen. In 1964 werd hij voor de Volksunie verkozen in de Antwerpse gemeenteraad en bleef zetelen tot in 1980. Hij werd ook in 1965 provincieraadslid van Antwerpen en werd er fractievoorzitter, tot in 1974.
In 1974-1975 was hij voorzitter van de Vlaams-Nationale Raad, een overkoepeling van diverse radicale Vlaams-nationale organisaties die niet langer heil zagen in de volgens hen verlinkste koers van de Volksunie. Van 1997 tot 2002 was hij voorzitter van het te Antwerpen gevestigde Bormshuis (documentatie- en archiefcentrum voor de geschiedenis van de Vlaamse Beweging) en hoofdredacteur van het tijdschrift Bormshuis-Broederband, uitgegeven door het Bormshuis in samenwerking met Broederband, de vereniging van repressieslachtoffers. Eind 2002 was Herman Wagemans een van de medestichters van de vzw IJzerwake, waarvan hij tot aan zijn overlijden erevoorzitter was. Ten slotte was hij vanaf 1948 lid van de raad van beheer en vanaf 1968 ondervoorzitter van het Verbond van Vlaamse Oud-strijders.